# 杭州太平金融大厦

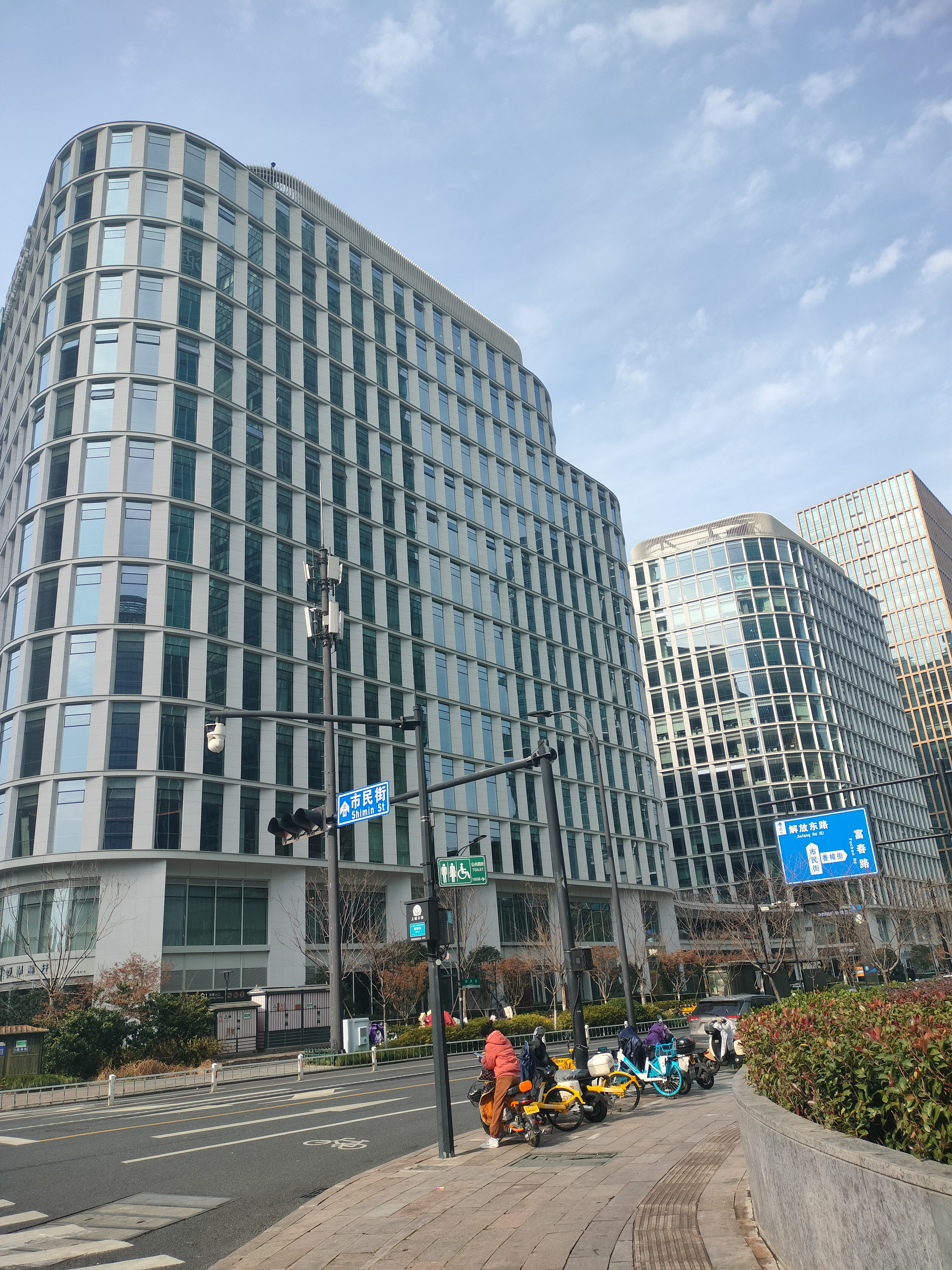
1号楼（左）与4号楼（右）

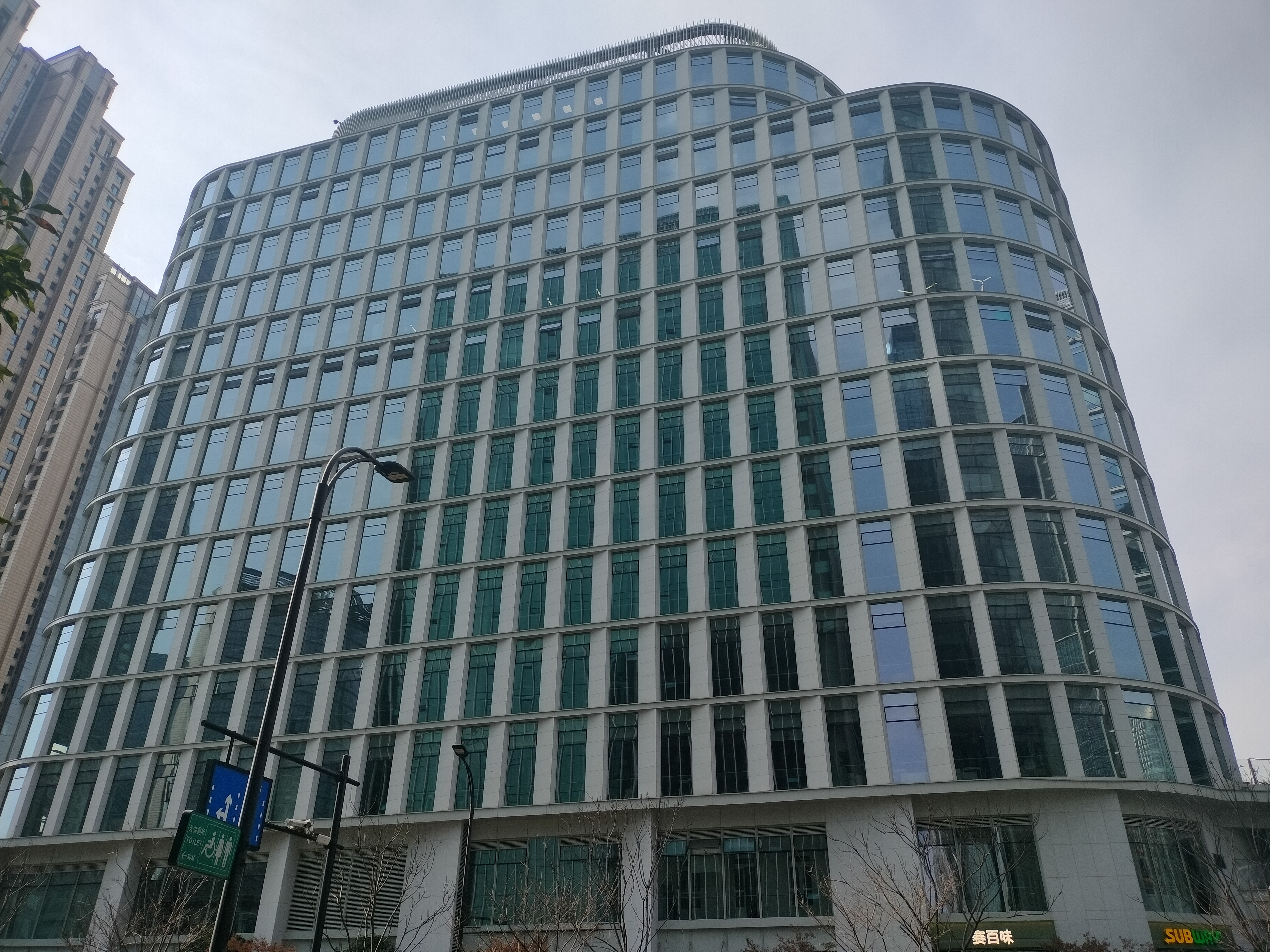
1号楼

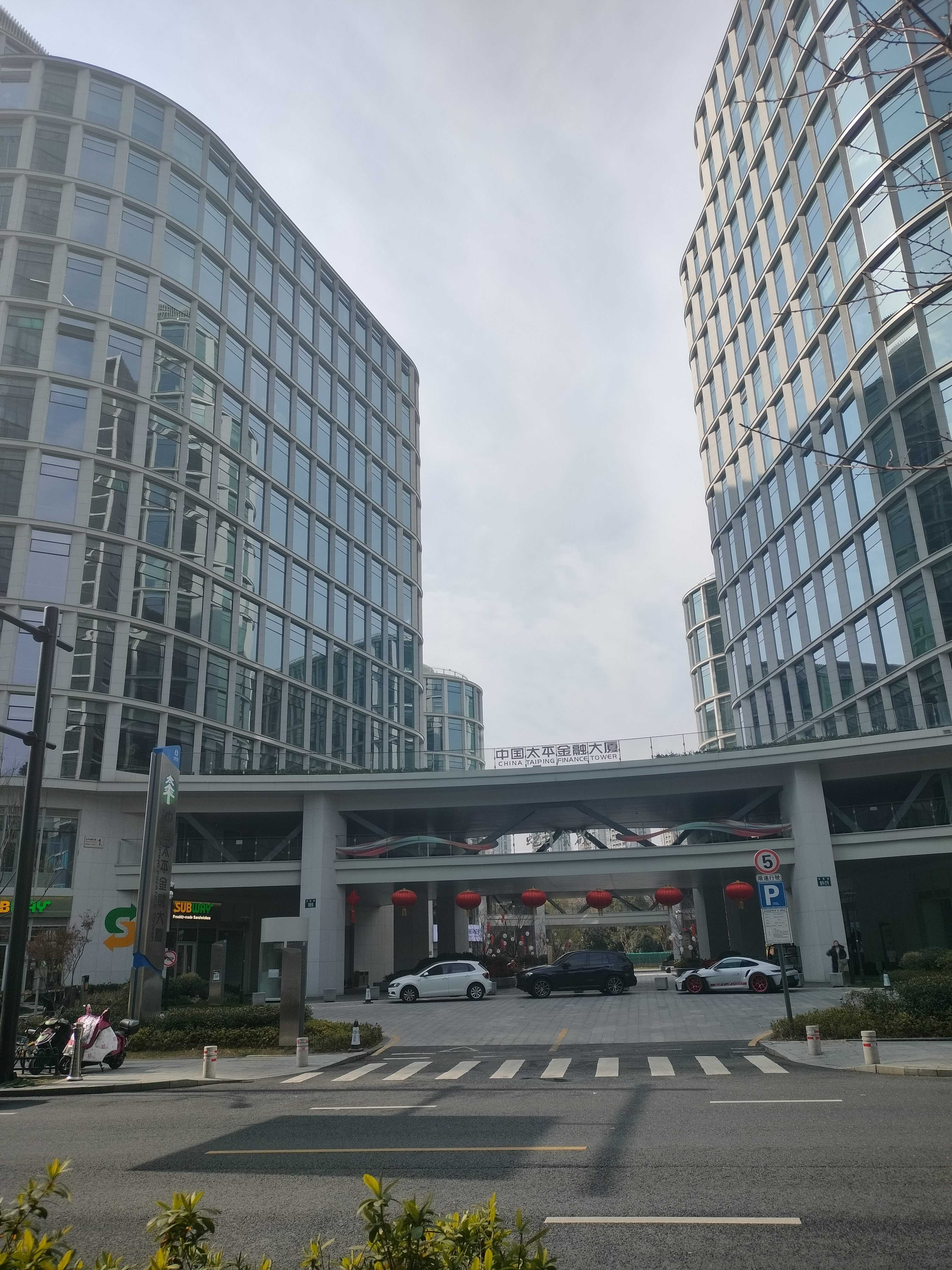
正门

杭州太平金融大厦是位于杭州市钱江新城的办公大楼，由4幢建筑高度在65米以下的塔楼组成，占地面积2.2万平米，总建筑面积约15.6万平米。主要业主为中国太平养老保险浙江分公司、太平财产保险浙江分公司。

## 简介
大厦由美国SmithGroup与浙江大学建筑设计研究院联合设计，设计灵感源自“梁祝”采用蝶状布局，造型上采用“石开玉出”的理念，通过两层高的裙楼和连廊将四座大楼相连形成一个围合式的城市花园。总投资30亿元，2019年11月开工建设，2023年3月建成。
1号楼14层，2号楼7层，3号楼9层，4号楼15层。地下3层，有1100个停车位。

## 周边
- 观音塘小区(西北侧)
- 利有商务大厦（东北侧）
- 滨江城市之星（住宅，西南侧）
- 圣奥中央商务大厦（东侧）
- 迪凯城星国际（东侧）